# 松田壽男
松田 壽男（まつだ ひさお、1903年11月15日- 1982年3月10日）は、日本の東洋史学者・歴史地理学者。早稲田大学名誉教授。

## 生涯

### 出生から学生時代
1903年、熊本県士族の松田好生、松田富子を母として、東京市牛込区新小川町三丁目19番地（現在の東京都新宿区新小川町）で出生。暁星小学校を経て、成蹊中学校に入学。中学では、毎日の日課になっている座禅、夏期は越前永平寺にこもって禅僧生活、箱根仙石原でキャンプを行う等の日々を送った。
新潟高等学校（現：新潟大学人文学部及び理学部）を経て、東京帝国大学文学部東洋史学科に入学。1927年（昭和2年）8月に「北魏書」西域伝の北魏朝の使者の報告に偽作里数が使われていることを発見する。この発見を契機として東洋史の面白さに目覚めた。

### 大学卒業から太平洋戦争終結まで
1928年（昭和3年）、東京帝国大学文学部東洋史学科を卒業。卒業後は、東京帝国大学文学部の副手となり、東洋大学の予科教授となった。1939年（昭和14年）に、東京帝国大学文学部講師に昇格。1942年（昭和17年）の春に新潟高等学校の師鳥山喜一の計らいで、病没した大谷勝真教授の後任として家族を残し京城帝国大学（のちソウル大学）に赴任。1944年（昭和19年）春に京城から帰国し、同年12月より朝霞の陸軍予科士官学校に陸軍教授として勤務。

### 戦後
1945年（昭和20年）9月3日に復員。東洋史研究はもう一生やらないと考え、家族の疎開先である長野県小県郡滋野村の芝生田へ戻り、農業生活を送ることを決心した。最後の仕事と考えて『世紀の世界史』、『アトラス世界史』、平凡社全書の一冊として出版される予定の『天山路』を浅間山麓の別荘で書き上げた。しかし「天山路」の原稿は平凡社の社内紛失のために出版されなかった。転業を考えてあれこれ考えている時に、新潟高等学校時代の同級生の安中忠雄から『新編日向風土記』の執筆を勧められる。これが契機となり各地の風土記の作成をすることになる。1951年（昭和26年）には、平凡社『世界歴史辞典』の執筆陣への参加要請を受けた。
1952年春に早稲田大学文学部から史学科の欠員を埋めたいとの申し出があったため、これを受け早稲田大学教授として東洋史学界に復帰。1953年、学位論文『漢魏の史書が伝えた天山諸国についての論証』を早稲田大学に提出して文学博士号を取得。同年「古代天山の歴史地理学的研究」の功績により、毎日学術奨励金が授与された。1956年11月に早稲田大学の学生サークル活動として「アジア学会」が創立されると、その会長となった。1957年、論文「丹生考」が完成。これが契機となり、矢嶋澄策に共同研究を提案され、その研究成果が主著『丹生の研究』へとつながった。
1960年9月に「内陸アジア史学会」の初代会長に推挙され、また同年の7月には「日本イスラム協会」の常任理事となった。しかし1945年に創立された「協会」の活動は低迷しており 、理事長大村謙太郎の死去（1962年11月）後、翌1963年から前嶋信次、嶋田襄平らと共に新たな「日本イスラム協会」の再建に貢献し、理事長に就任。同年11月には機関誌『イスラム世界』の創刊号を刊行した。1974年3月に早稲田大学を定年退任し、名誉教授となった。
その後は同1974年4月から国学院大学講師（1980年まで）・玉川大学（通信教育）講師（1981年まで）をつとめた。1982年3月10日、心不全により死去。墓は多摩霊園にある。

## 受賞・栄典
- 勲三等瑞宝章を受章。

## 研究内容・業績
- 専門は、中央アジア・北アジア史。東西交渉史（シルクロード史）を研究し「乾燥アジア史」を提唱した。
- 歴史地理学の研究には、鉱物である水銀、辰砂を研究対象として、丹生氏の植民進出を論証した「丹生の研究」がある。

## 家族・親族
- 父：松田好生は熊本県士族。貿易実業家。
- 母：松田富子も熊本県士族の娘。東京女子高等師範学校卒業生。
- 夫人：松田松子
- 長男：松田利彬[14]は編集者（1927-2007 婦人公論・第23代編集長）。
- 次男：松田知彬は西洋史研究者、法政大学名誉教授。

## 著書
- 『漠北と南海 アジア史における沙漠と海洋』四海書房 1942
- 『遊牧民の歴史』福村書店(アジアの歴史文庫) 1952
- 『中央アジア史』弘文堂(アテネ文庫) 1955
- 『アジア史概説』河出書房 1956
- 『古代天山の歴史地理学的研究』早稲田大学出版部 1956
  - 増補版 1970、新版 1979
- 『世界文化史』(大學講座 4) 日本女性文化協会 1962
  - 通信教育大学講座 1967
- 『東西文化の交流』至文堂 世界史新書 1962
  - 講談社学術文庫 2005
- 『砂漠の文化　中央アジアと東西交流』中公新書 1966
  - 岩波書店(同時代ライブラリー) 1994[15]
- 『丹生の研究　歴史地理学から見た日本の水銀』早稲田大学出版部 1970[16]、再版 1984
- 『アジアの歴史　東西交渉からみた前近代の世界像』日本放送出版協会(NHK市民大学叢書) 1971
  - 岩波書店 同時代ライブラリー 1992
  - 岩波現代文庫 2006 [17]
- 『シルクロード紀行』毎日新聞社 1971
  - 三修社文庫 1984
  - 岩波現代文庫 2006[18]
- 『古代の朱』学生社 1975
  - ちくま学芸文庫、2005年。[19][20]、復刊 2019

### 著作集
- 『松田壽男著作集』六興出版（全6巻） 1986-1987

編集委員：日比野丈夫・護雅夫・山田信夫・古賀登・長澤和俊・松田知彬
1. 砂漠の文化
2. 遊牧民の歴史
3. 東西文化の交流1
4. 東西文化の交流2
5. アジアの歴史
6. 人間と風土[21]

### 共編著
- 『中央アジア史』(世界歴史大系) 小林元共編 平凡社 1935
- 『東洋史序説』野原四郎共著 四海書房 1936
- 『乾燥アジア文化史論 支那を越えて』小林元共著 四海書房 1938
- 『世界史図説大系』編 福村書店 1955
- 『図説世界史』編 福村書店(少年少女文庫) 1956
- 『世界地理図説大系』編 福村書店 1957
- 『アジアの歴史』(玉川こども百科) 編 片岡京二絵 誠文堂新光社 1959
- 『中国』編 玉川こども百科 誠文堂新光社 1960
- 『北アジア・中央アジア』(図説世界文化史大系 13) 江上波夫共編 角川書店 1961
- 『アジア歴史地図』森鹿三共編 平凡社 1966
- 『父と子 世界史像を語る』松田知彬共著 日本放送出版協会 1974
- 『攻めの文明・守りの文明』 江上波夫・杉山二郎共著 六興出版 1979
- 『世界史の新視点　学問・略奪・探険』 江上波夫・杉山二郎共著 六興出版 1981

### 翻訳
- オーレル・スタイン『コータンの廃墟』(世界ノンフィクション全集) 筑摩書房 1960
  - 新版：中公文庫 2002
- アルバート・ヘルマン（英語版）『楼蘭　流砂に埋もれた王都』平凡社東洋文庫 1963[22]。
  - ワイド版 2004／Kindle版 2020

### 記念論文集
- 『東西文化交流史』松田壽男博士古稀記念出版委員会編 雄山閣出版 1975